# Vela en los Juegos del Pacífico 2019
La Vela en los Juegos del Pacífico 2019 se llevó a cabo del 9 al 19 de julio en el Sheraton Samoa Beach Resort en Mulifanua, a 40 kilómetros de la capital Apia en Samoa.

## Participantes
Diez naciones tomaron parte del evento:
| - Samoa Americana - Australia - Islas Cook - Fiyi - Nueva Caledonia | - Papúa Nueva Guinea - Samoa - Islas Salomón - Polinesia Francesa - Vanuatu |

## Resultados
| Evento                             | Oro                                                                | Plata                                                            | Bronce                                                                 | Ref   |
| ---------------------------------- | ------------------------------------------------------------------ | ---------------------------------------------------------------- | ---------------------------------------------------------------------- | ----- |
| Laser Masculino – Individual       | Etienne Le Pen Nueva Caledonia                                     | Maxime Mazard Nueva Caledonia                                    | Will Sargent Australia                                                 | [ 4 ] |
| Laser Masculino – Equipos          | Nueva Caledonia Maxime Mazard Etienne Le Pen                       | Samoa Eroni Leilua Nicky Touli                                   | Fiyi Amanu Simpson Villiame Raului                                     | [ 5 ] |
|                                    |                                                                    |                                                                  |                                                                        |       |
| Laser Femenino Radial – Individual | Juliette Bone Nueva Caledonia                                      | Bianca Leilua Samoa                                              | Paris van den Herik Australia                                          | [ 6 ] |
| Laser Femenino Radial – Equipos    | Samoa Bianca Leilua Vaimooia Ripley                                | Fiyi Sophia Morgan Nelle Leenders                                | Nueva Caledonia Juliette Bone (única competidora)                      | [ 6 ] |
|                                    |                                                                    |                                                                  |                                                                        |       |
| Catamarán – Parejas                | Nueva Caledonia Leo Belouard Tom Picot                             | Nueva Caledonia Auxence Thomas Jean De Sola                      | Fiyi Shayne Brodie Nelle Leenders                                      | [ 7 ] |
| Catamarán – Equipos                | Nueva Caledonia Leo Belouard Tom Picot Auxence Thomas Jean De Sola | Fiyi Shayne Brodie Nelle Leenders Epeli Lulusago Josese Lulusago | Polinesia Francesa Tom Lamotte Lucas Sola Elise Djenadi Alice Lemaitre | [ 8 ] |

## Medallero
| # | País               | Medalla de oro | Medalla de plata | Medalla de bronce | Total |
| - | ------------------ | -------------- | ---------------- | ----------------- | ----- |
| 1 | Nueva Caledonia    | 5              | 2                | 1                 | 8     |
| 2 | Samoa              | 1              | 2                | 0                 | 3     |
| 3 | Fiyi               | 0              | 2                | 2                 | 4     |
| 4 | Australia          | 0              | 0                | 2                 | 2     |
| 5 | Polinesia Francesa | 0              | 0                | 1                 | 1     |